# Clubiona pseudosaxatilis
Clubiona pseudosaxatilis là một loài nhện trong họ Clubionidae.
Loài này thuộc chi Clubiona. Clubiona pseudosaxatilis được miêu tả năm 1992 bởi Mikhailov.